# Yahya ibn Yahya
Yaḥyā II ibn Yaḥyā (in arabo يحيى بن يحيى‎? ; in berbero ⵢⴰⵃⵢⴰ ⵓ ⵢⴰⵃⵢⴰ; 850 circa – Fès, 874) fu il sesto sultano della dinastia degli Idrisidi, figlio di Yaḥyā ibn Muḥammad, regnò sul Maghreb al-Aqsa (l'attuale Marocco) dall'864, anno della morte del padre, all'874, anno della sua morte.

## Biografia
Salì al trono quando aveva meno di venti anni, dimostrandosi impreparato per l'attività di regnante. Condusse una vita frivola e libertina e un giorno causò un tale scandalo che dovette abbandonare il palazzo reale di Fez per rifugiarsi nel quartiere andaluso della città, dove morì in circostanze misteriose. ʿAbd al-Raḥmān al-Sahl ibn Abī Jujamī, un notabile della città, riuscì a prendere il potere approfittando del malcontento generale. La vedova di Yaḥyā, figlia del cugino ʿAlī ibn ʿUmar, fece appello al padre, signore del Rif, che arrivò in città facendosi proclamare sultano.